# Свети Безсребреници (Кавала)
„Св. св. Безсребреници Козма и Дамян“ (на гръцки: Αγίων Αναργύρων) е православна църква в град Кавала, Егейска Македония, Гърция, част от Филипийската, Неаполска и Тасоска епархия на Вселенската патриаршия.

## Местоположение
Храмът е разположен в северната махала Дексамени Стратонес.

## История
Църквата е построена в парцел, дарен в 1936 година от наследниците на Петрос Вулгаридис. В същата година там е построен малък параклис, посветен на Светите Безсребреници, част от енория „Свети Йоан Предтеча“. През ноември 1955 година е поставен основният камък на нова църква. Строежът, финансиран с дарения от местните жители, завършва в 1978 година. В 1977 година е основана новата енория „Свети Безсребреници“. Църквата в архитектурно отношение е трикорабна базилика с купол. Вътрешността е цялостно изписана. Към нея има културен център.